# L'addio a Enrico Berlinguer
L'addio a Enrico Berlinguer è un documentario collettivo del 1984 girato durante i funerali di Enrico Berlinguer.

## Trama
Il film del funerale di Enrico Berlinguer svoltosi a Roma è un insieme di immagini prevalentemente pubbliche, la riproposizione del personaggio politico. Il filmato ripercorre sinteticamente la vita politica di Enrico Berlinguer, gli interventi. Si rivedono le immagini del 1976, al congresso del PCUS a Mosca, e del 1984, a Padova, dal palco di piazza della Frutta, durante il comizio di chiusura delle elezioni europee, visibilmente sofferente.